# Pilea auricularis
Pilea auricularis är en nässelväxtart som beskrevs av C.J. Chen. Pilea auricularis ingår i släktet pileor, och familjen nässelväxter. Inga underarter finns listade i Catalogue of Life.